# Latvijas čempionāts futbolā 1926
L'edizione 1926 del Latvijas čempionāts futbolā fu la 6ª del massimo campionato lettone di calcio e l'ultima con questa denominazione prima della nascita della Virslīga; fu vinta dal RFK Riga, giunto al suo terzo titolo.

## Prima fase

### Classifica finale
| Pos. | Squadra        | Pt | G | V | N | P | GF | GS | DR  |
| ---- | -------------- | -- | - | - | - | - | -- | -- | --- |
| 1    | RFK Riga       | 10 | 5 | 5 | 0 | 0 | 32 | 7  | +25 |
| 2    | LSB Riga       | 8  | 5 | 4 | 0 | 1 | 21 | 5  | +16 |
| 3    | Amatieris Riga | 6  | 5 | 3 | 0 | 2 | 12 | 10 | +2  |
| 4    | JKS Riga       | 3  | 5 | 1 | 1 | 3 | 4  | 19 | -15 |
| 5    | LNJS Liepaja   | 2  | 5 | 1 | 0 | 4 | 8  | 21 | -13 |
| 6    | ASK Rīga       | 1  | 5 | 0 | 1 | 4 | 3  | 18 | -15 |

## Seconda fase

### Classifica finale
|                     | Pos. | Squadra                | Pt | G | V | N | P | GF | GS | DR  |
| ------------------- | ---- | ---------------------- | -- | - | - | - | - | -- | -- | --- |
| Lettonia (bandiera) | 1    | RFK Riga               | 8  | 4 | 4 | 0 | 0 | 36 | 3  | +33 |
|                     | 2    | Olimpija Liepāja       | 6  | 4 | 3 | 0 | 1 | 13 | 2  | +11 |
|                     | 3    | ASK Daugavpils         | 4  | 4 | 2 | 0 | 2 | 15 | 10 | +5  |
|                     | 4    | 1. Jelgavas SB Jelgava | 2  | 4 | 1 | 0 | 3 | 11 | 16 | -5  |
|                     | 5    | Valkas SB Valka        | 0  | 4 | 0 | 0 | 4 | 5  | 49 | -44 |